# Eumorphus westwoodi
Eumorphus westwoodi es una especie de coleóptero de la familia Endomychidae.

## Distribución geográfica
Habita en Sumatra, Malaya y Borneo.